# Корветы проекта 20380
Корветы прое́кта 20380 типа «Стерегущий» (20385 типа «Гремящий») — серия российских многоцелевых корветов 2-го ранга с управляемым ракетным вооружением ближней и дальней морской зоны, разработанная для ВМФ России и на экспорт.
По официальной классификации НАТО — это фрегат, по мнению независимых экспертов из Международного института стратегических исследований (Лондон) — тоже относится к фрегатам.
На декабрь 2024 года построены 10 кораблей (10 в составе флота) — «Стерегущий», «Сообразительный», «Бойкий» и «Стойкий» в составе Балтийского флота, «Совершенный», «Громкий», «Герой Российской Федерации Алдар Цыденжапов», «Резкий» и «Гремящий» в составе Тихоокеанского флота, «Меркурий» в составе Черноморского флота, 9 строятся (включая проект 20386 «Дерзкий»).
По состоянию на конец 2024 года, построено и законтрактовано около 29 единиц базового проекта и последующих модификаций, что делает серию данных кораблей самой крупной серией кораблей основных классов четвёртого поколения в ВМФ РФ.

## Назначение и особенности
Корветы проекта 20380 предназначены:
1. Для действий в ближней морской зоне государства, ведения борьбы с надводными кораблями и подводными лодками противника;
2. Для артиллерийской поддержки морского десанта в ходе морских десантных операций путём нанесения ракетно-артиллерийских ударов по кораблям и судам в море и базах;
3. Для патрулирования зоны ответственности с целью блокады.

В целом от имеющихся сейчас на вооружении ВМФ России противолодочных кораблей, корабль проекта 20380(20385) отличается многофункциональностью, компактностью, малозаметностью, высоким уровнем автоматизации корабельных систем.
Конструкторами проекта были реализованы «новейшие достижения по снижению заметности в радиолокационном и инфракрасном диапазонах на основе архитектурных особенностей, в сочетании со специальными покрытиями, встроенным в корпус ракетным вооружением и антенными постами, использованием материалов с высокими радиопоглощающими свойствами, локальной защитой отдельных элементов корпуса, вооружения и технических средств, оказывающих решающее влияние на формирование физических полей верхней полусферы корабля». Средняя круговая эффективная поверхность рассеивания (ЭПР) на кораблях проекта была снижена по сравнению с аналогичными кораблями примерно в 3 раза (вероятность наведения на корвет противокорабельных крылатых ракет была снижена с 0,5 до 0,1). Особое внимание при проектировании корабля было уделено защите и повышению живучести корабля.
Улучшенная мореходность — корабли проекта, по сравнению с мореходностью кораблей такого же водоизмещения, при равных ограничениях по продольной качке позволяет применять корабельное вооружение при волнении моря силой до 5 баллов.
По заявлению заместителя командующего ТОФ по вооружению контр-адмирала Игоря Королёва, корабли серии имеют повышенную экономичность, в частности: корвет «Громкий» является самым экономичным кораблем за всю историю Военно-морского флота (ВМФ) и способен совершать походы до берегов Австралии.
Модульный принцип архитектуры кораблей этого проекта позволяет при строительстве новых и модернизации существующих устанавливать на них новые системы оружия и радиоэлектронного вооружения, что снижает производственные затраты и обеспечивает высокий модернизационный потенциал в течение минимального 30-летнего жизненного цикла корабля (после капремонта продлевается).

## История
Проект нового российского многоцелевого сторожевого корабля ближней морской зоны проекта 20380 (проектный шифр «Корвет-1») был разработан для ВМФ России в Санкт-Петербурге в Центральном морском конструкторском бюро «Алмаз». Создание первого в истории российского флота проекта корабля, классифицируемого как «многоцелевой корвет» по международной классификации, во многом было обусловлено трудностями с реализацией предыдущего многоцелевого корабля проекта 12441 (головной корабль «Новик», заложенный ещё в 1997 году на верфях судостроительного завода «Янтарь» в своё время так и не был достроен). В связи с этими трудностями, после проведённого конкурса, в котором победило именно ФГУП ЦМКБ «Алмаз», командованием ВМФ Российской Федерации было принято решение начать строительство более простого и дешёвого корабля проекта 20380. Военно-научное сопровождение создания корабля проекта 20380 осуществлялось 1-м ЦНИИ Министерства обороны РФ. Всего в создании корабля проекта 20380 приняло участие более семидесяти российских научно-исследовательских, а также промышленных предприятий (в том числе «Аврора», Коломенский завод, Средне-Невский судостроительный завод и другие). Разработка технического проекта была завершена в начале 2001 года.

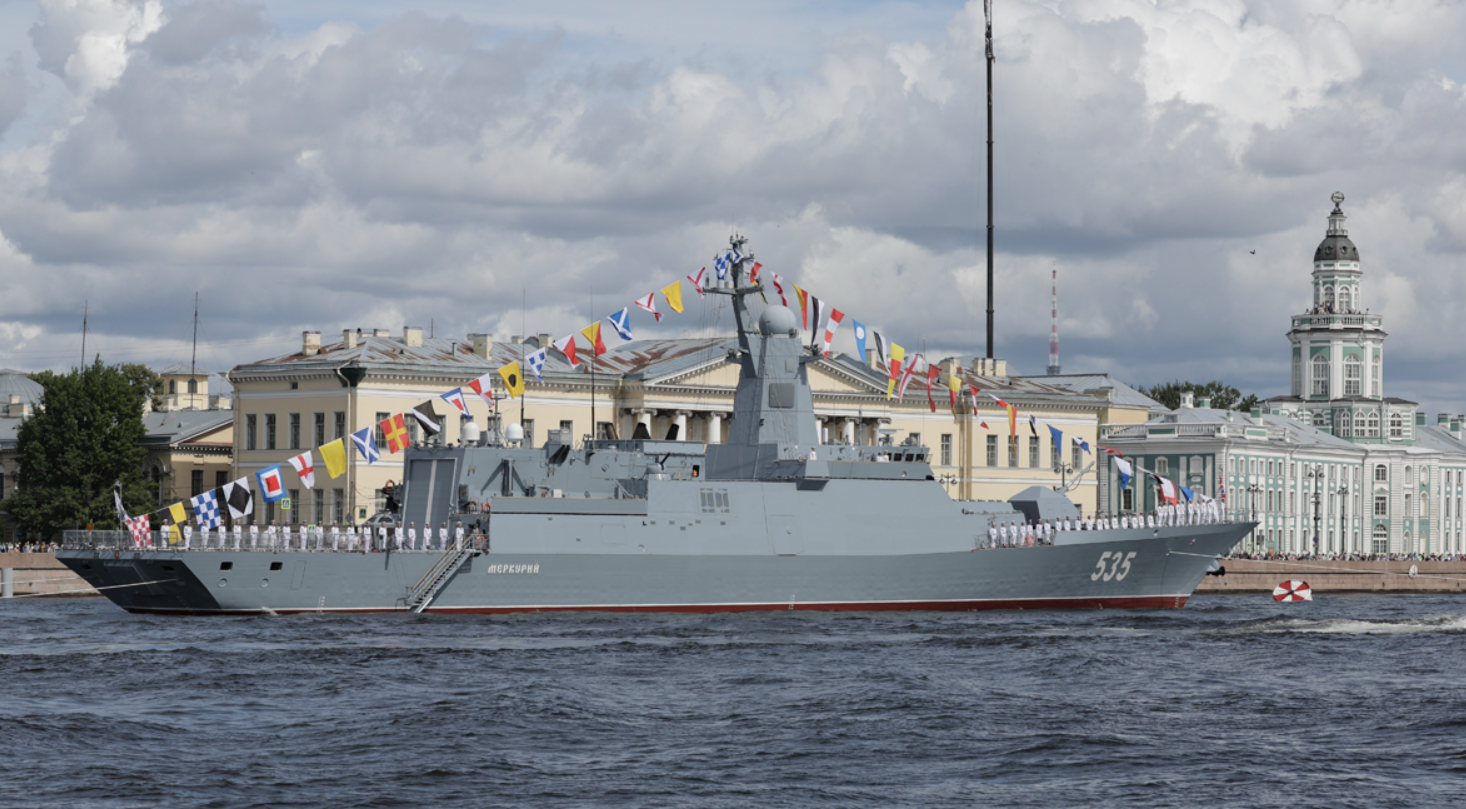
Корвет «Меркурий» на военно-морском параде в Санкт-Петербурге. Июль 2022

Указом Президента РФ № 1431 от 12 декабря 2009 года группа сотрудников «Северной верфи» была удостоена государственных наград за создание корабля проекта 20380 типа «Стерегущий». Двадцать три сотрудника предприятия были награждены медалью ордена «За заслуги перед Отечеством» II степени, а также шестеро получили почётное звание «Заслуженный машиностроитель Российской Федерации».
Головной корабль «Стерегущий» был заложен 21 декабря 2001 года на ОАО «Судостроительный завод „Северная верфь“». Некоторое время спустя на той же верфи были заложены ещё три однотипных корабля — «Сообразительный» (20 мая 2003 года), «Бойкий» (27 июля 2005 года), «Стойкий» (10 ноября 2006 года). Ещё один корабль, «Совершенный», был заложен 30 июня (по другим данным 1 июля) 2006 года на стапеле Амурского судостроительного завода в Комсомольске-на-Амуре. 31 марта 2010 года первый серийный корабль из данной серии, «Сообразительный», был спущен на воду на ОАО «Судостроительный завод „Северная верфь“».
На сентябрь 2012 года два корабля проекта 20380 (головной и первый серийный) уже были сданы и ещё пять должны были быть переданы флоту до 2015 года. Головной корабль серии — «Стерегущий» — впервые был представлен широкой общественности на проходившем в Санкт-Петербурге с 27 июня по 1 июля 2007 года III Международном военно-морском салоне под своим экспортным шифром «Тигр».
Всего командование ВМФ России изначально планировало построить серию из 24 кораблей проекта 20380/20385 (по шесть кораблей на каждый из четырёх флотов).
17 марта 2011 года пресс-служба компании «ОАО „Северная верфь“» сообщила о заключении с Министерством обороны РФ контракта на строительство 9 кораблей проекта 20385; контракт подписан в рамках госпрограммы вооружений до 2020 года. Шесть кораблей предполагается построить до 2020 года. По оценке Центра анализа стратегий и технологий (ЦАСТ), минимальная цена корабля 20380 составляет 10 млрд руб.
Головной корабль проекта 20385 «Гремящий» (заводской номер 1005) был заложен на предприятии 1 февраля 2012 года, а второй — «Проворный» (заводской номер 1006) — 25 июля 2013 года.
В июне 2013 года на военно-морском салоне в Петербурге Алжир заявил о переговорах по возможному строительству трёх кораблей в варианте 20382 «Тигр» для своих ВМС; в 2015 году на АО «Судостроительный завод „Северная верфь“» началось строительство двух кораблей для ВМС Алжира. По некоторым данным количество заказанных кораблей составляет до 6 единиц.
В мае 2015 года оглашены планы, что Минобороны закажет ещё два корабля проекта 20380 для Тихоокеанского флота.
9 декабря 2015 заместитель командующего Тихоокеанского флота вице-адмирал Андрей Рябухин заявил, что для ТОФ построят не менее шести кораблей проекта 20380. В рамках ГПВ-2020, ВМФ должен был получить 18 кораблей проектов 20380 и 20385, из них 12 проекта 20385 от ОАО Северная верфь и 3-7 (по данным на 09.12.2014 — четыре) кораблей проекта 20380 и 20385 от ОАО Амурский судостроительный завод.
Согласно отчётности «Северной верфи», стоимость корветов «Ретивый» (6-й серийный) и «Строгий» (7-й в серии) проекта 20380, заложенных в 2015 году, составляет примерно 17 млрд рублей за каждый корабль.
С 2016 года на «Северной верфи» в Санкт-Петербурге начато строительство корвета по радикально изменённому проекту 20386 (с увеличенными размерами: длина около 109 м, водоизмещение стандартное около 2500 тонн) — 28 октября состоялась церемония закладки корвета «Дерзкий». На церемонии закладки заместитель главкома ВМФ Виктор Бурсук сообщил, что ВМФ России планирует получить больше десяти корветов проекта 20386. Стоимость головного корвета 20386 «Дерзкий», согласно контракту МО РФ и «Северной верфи», составила около 29 млрд руб.
30 июня 2017 года при спуске на воду корвета «Гремящий» проекта 20385 начальник управления кораблестроением ВМФ РФ контр-адмирал В. Тряпичников сообщил, что серия корветов 20385 будет состоять из четырёх кораблей, в дальнейшем будет осуществляться строительство корветов проекта 20386. Также, по словам Тряпичникова, корвет «Гремящий» будет проходить службу на Тихоокеанском флоте.
По данным СМИ на 21 февраля 2020 года «Амурский судостроительный завод» (АСЗ) может заключить контракт в 2021 году и получить крупнейший в своей новой истории заказ от ВМФ России на 10 корветов проекта 20380 для ТОФ, его стоимость оценивается в сумму более 180 млрд рублей, что позволит загрузить мощности Амурского судостроительного завода на ближайшие 12-14 лет (до 2035 года). По данным СМИ на 12 августа 2020 года со слов МО С. К. Шойгу «Амурский судостроительный завод» (АСЗ) заключит контракт с ВМФ России на строительство с 2021 года 6 корветов проекта 20380 для ТОФ, сдача конец 2028 года (цикл строительства 5 — 6 лет), контракт был заключён на форуме «Армия-2020».
25 августа 2020 года на форуме «Армия-2020» были подписаны контракты на постройку восьми корветов проекта 20380 (видимо шесть на АСЗ и два корвета на «Северная верфь»), а также двух корветов проекта 20385 тоже на «Северная верфь».
По данным СМИ от 15 декабря 2020 года Минобороны России и АСЗ заключили контракт на поставку с 2024 года по 2028 год 2-х корветов проекта 20380 и 4-х проекта 20385.
По данным СМИ от 24 ноября 2020 года Алжир намеревается купить для своих ВМС три корвета проекта 20380 типа «Стерегущий».

## Конструкция
Снижение заметности в радиолокационном и инфракрасном диапазонах реализованы за счёт архитектурных особенностей, в сочетании со специальными покрытиями, встроенным в корпус ракетным вооружением и антенными постами, использованием материалов с высокими радиопоглощающими свойствами, локальной защитой отдельных элементов корпуса, вооружения и технических средств, оказывающих решающее влияние на формирование физических полей верхней полусферы корабля; средняя круговая эффективная поверхность рассеивания (ЭПР) на кораблях проекта была снижена примерно в 3 раза, по сравнению с аналогичными кораблями).
Особое внимание при проектировании корабля было уделено защите и повышению живучести корабля; на кораблях типа «Стерегущий» реализован комплекс мероприятий по обеспечению боевой и эксплуатационной живучести (взрывопожаробезопасности и конструктивной защиты от воздействия оружия противника).
Модульный принцип архитектуры кораблей этого проекта позволяет при строительстве новых и модернизации существующих устанавливать на них новые системы оружия и радиоэлектронного вооружения; это снижает производственные затраты и обеспечивает высокий модернизационный потенциал в течение минимального 30-летнего жизненного цикла корабля (после капремонта продлевается).

### Корпус и надстройка

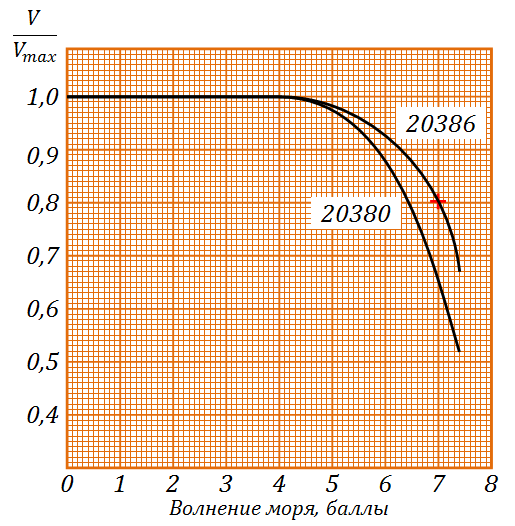
Зависимость максимальной скорости от волнения моря для корветов проектов 20380 и 20386

Корпус корабля — стальной гладкопалубный. Он является принципиально новым по конструктивному исполнению и отличается от общепринятых, что является одной из главных его особенностей. Новые обводы подводной части корпуса позволили снизить сопротивление воды при движении корабля на скорости около 30 узлов примерно на 25 %, а также позволили уменьшить потребную мощность его главной энергетической установки. Благодаря новой конструкции подводной части корпуса появилась возможность использовать менее мощную и одновременно более лёгкую ГЭУ, что привело к освобождению 15 — 18 % водоизмещения, которое может быть использовано для увеличения боевой нагрузки корабля. При сохранении неизменными массы вооружения и ГЭУ за счёт уменьшения сопротивления движению корабля, скорость полного хода корвета может быть увеличена на 1,5 — 2 узла.
Надстройка корабля идёт от борта до борта и выполнена из многослойных композитных материалов (трудногорючих многослойных стеклопластиков и конструкционных материалов на основе углеродистого волокна), что было выполнено с учётом требований малой радиолокационной заметности (так называемой технологии «стелс»).
В кормовой части корабля, впервые для отечественных кораблей такого водоизмещения, размещён ангар с взлётно-посадочной площадкой для противолодочного вертолёта полной массой до 12 тонн Ка-27, там же имеется и значительный (до 20 тонн) запас топлива для него.
Начиная с первого серийного корабля «Сообразительный» были «реализованы решения генерального заказчика, касающиеся вооружения, общекорабельных систем, комплекса связи, систем автоматики. В ходе реализации проекта значительно изменились конструкции корпуса и надстройки корабля».

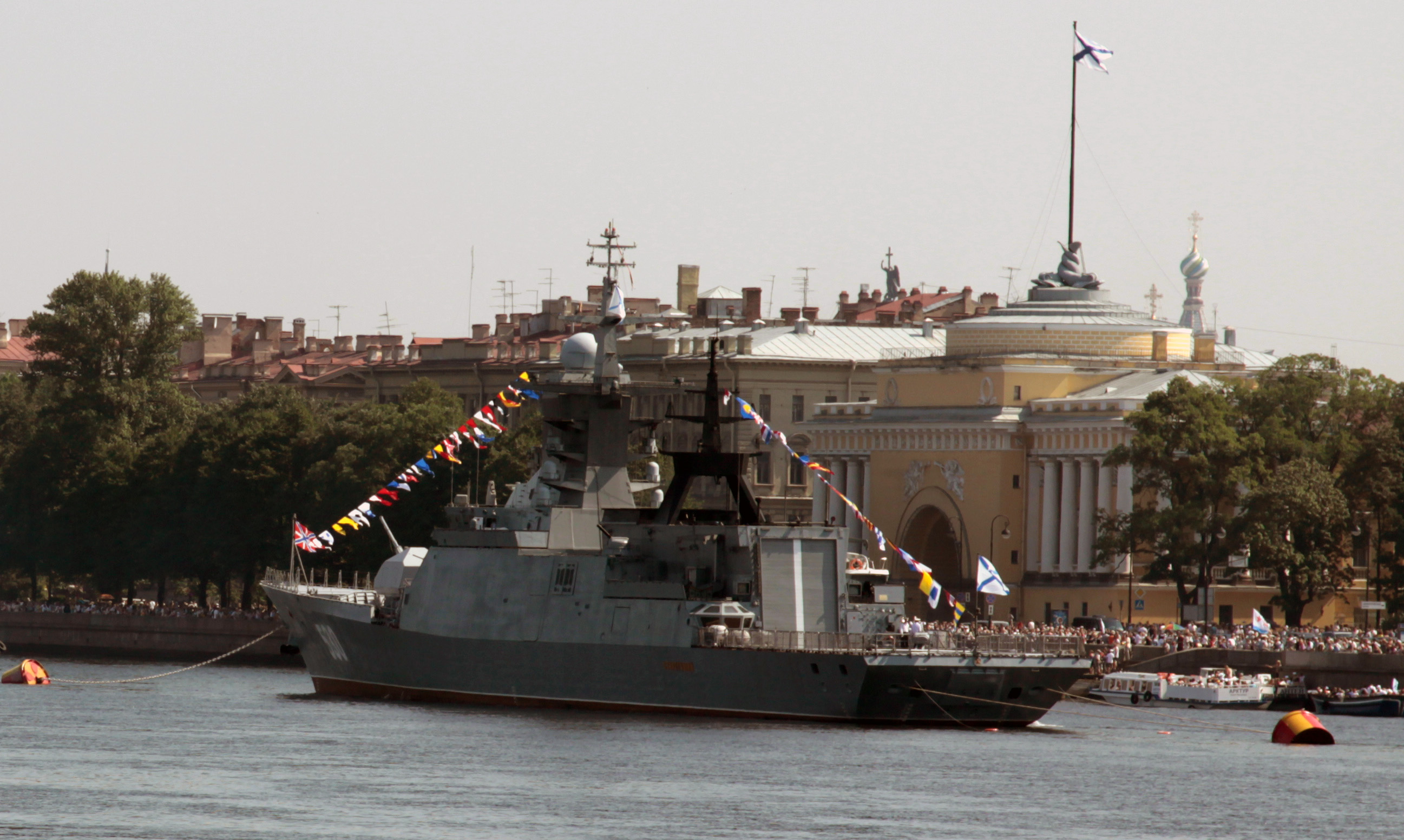
Вид 3/4 на корму.
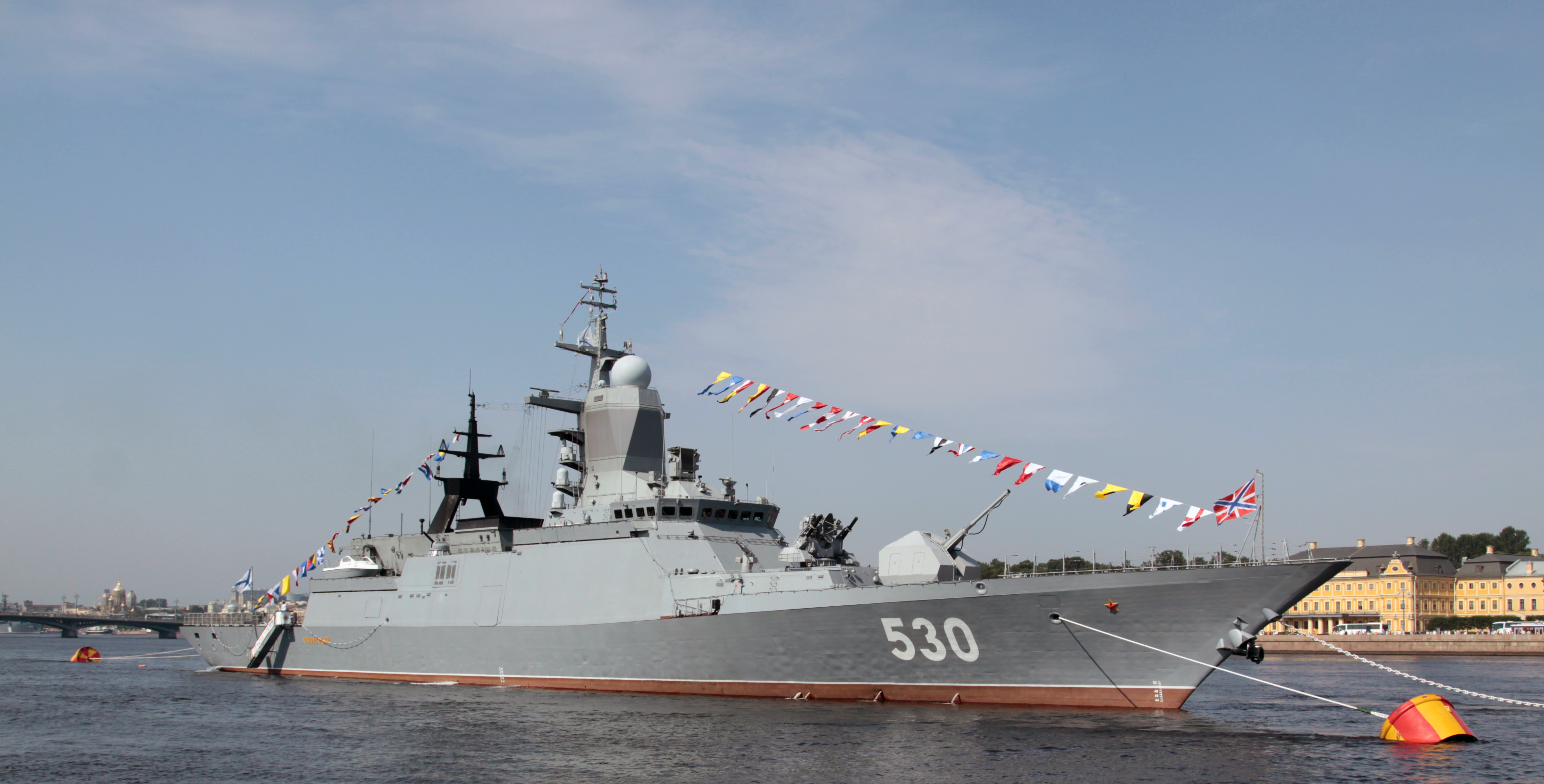
На параде в Санкт-Петербурге, 25 июля 2010.
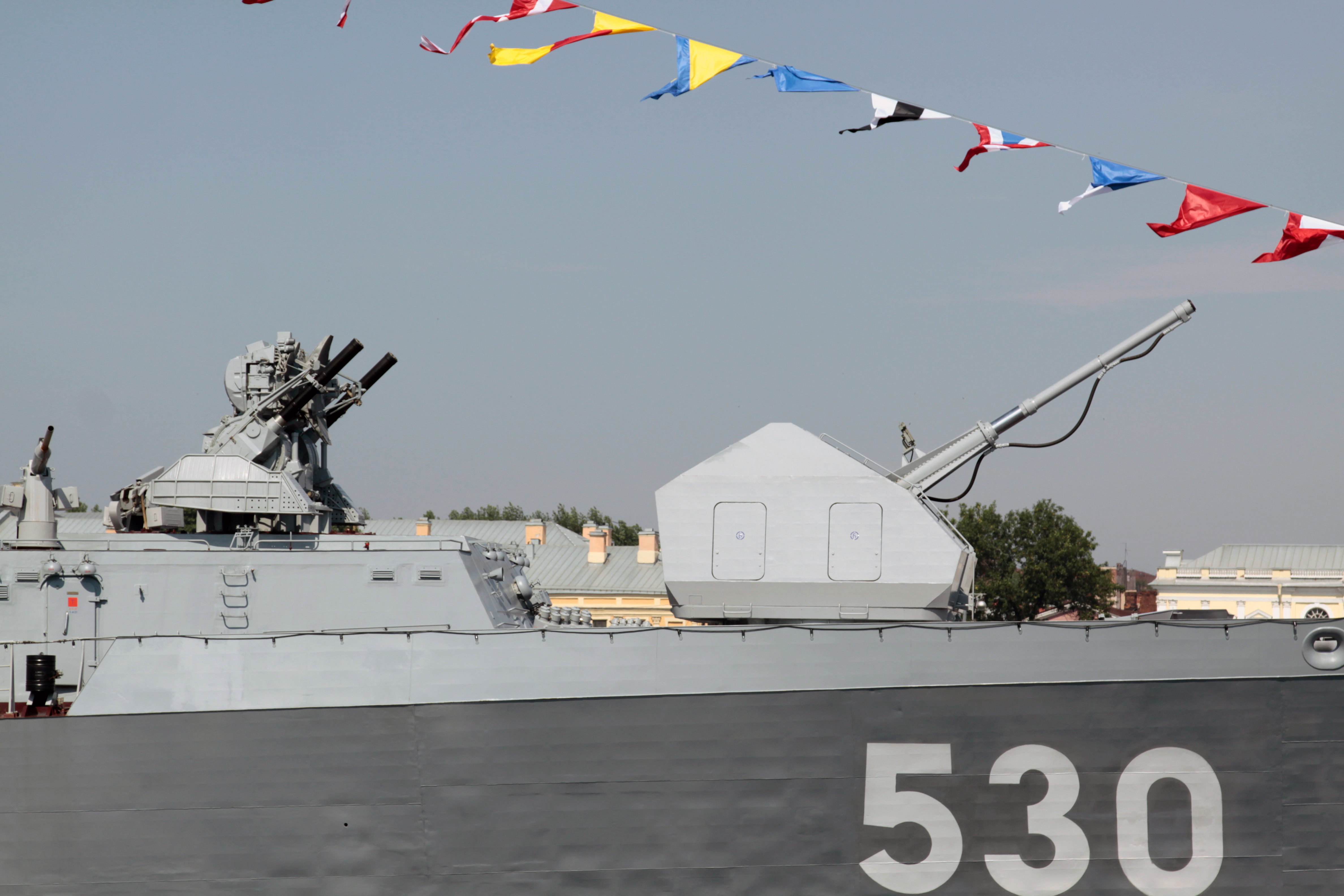
Артиллерия «Стерегущего».

### Главная энергетическая установка
Главная энергетическая установка (ГЭУ) проекта 20380 представляет собой два двухвальных дизель-дизельных агрегата ДДА-12 000, созданный совместно специалистами АО «Коломенский завод» (поставка дизелей и агрегата в целом) и ПАО «Звезда» (поставка редукторной передачи) по заказу ФГУП «Центральное морское конструкторское бюро „Алмаз“» для Военно-морского флота России и успешно прошедших межведомственные испытания в 2006 году. Один ДДА-12 000 состоит из 2-х дизелей 16Д49 (по 6000 л.с.) и одного двух скоростного реверс-редукторного агрегата —РРД12 000 и локальной электронной цифровой системой управления «Пурга-11» НПО «Аврора». Два двухвальных дизель-дизельных агрегата ДДА-12 000 обеспечивают на режимах реверсирования высокую мощность при минимальных расходах топлива и масла, они оснащёны современной микропроцессорной системой управления и контроля основных параметров работы. Через суммирующие реверсивные редукторы двигательные агрегаты работают на два винта фиксированного шага, а четыре дизель-генератора ДГА-630К мощностью по 630 кВт каждый, обеспечивают потребителей электроэнергией напряжением 380 В (50 Гц) производства Уральского дизель-моторного завода.
За счёт уменьшения уровня шумов механизмов его ГЭУ, была снижена заметность корабля в гидроакустическом диапазоне — впервые в практике российского судостроения на надводном корабле применили технологии, отработанные ранее на российских атомных ПЛ последнего поколения.
Ресурс двигателя до 50 000 часов.
При скорости экономического хода 14 узлов (полная — 27 узлов) дальность автономного плавания корвета 4000 морских миль. Экипаж корабля с группой обслуживания вертолёта составляет 100 человек (в том числе 14 офицеров).

## Вооружение
Вооружение кораблей проекта 20380 включает в себя комплексы ударного, противовоздушного и противолодочного оружия, системы боевого управления, обнаружения, целеуказания, связи и защиты.

### Противокорабельный комплекс
Основой противокорабельного вооружения проекта является противокорабельный ракетный комплекс «Уран» в составе двух четырёхконтейнерных наклонных пусковых установок с боекомплектом из 8 противокорабельных ракет Х-35У с дальностью стрельбы до 260 км. Контейнерные пусковые установки расположены поперёк диаметральной плоскости в средней части корпуса.

### Зенитный ракетный комплекс
На серийных кораблях проекта 20380 устанавливается ЗРК «Редут» (ЗУР 9М96М, 9М96Е или 9М100) дальностью до 150 км в ВПУ — 12 ячеек (3 модуля по 4 ячейки), а на проекте 20385 — 16 ячеек (4 модуля по 4 ячейки).

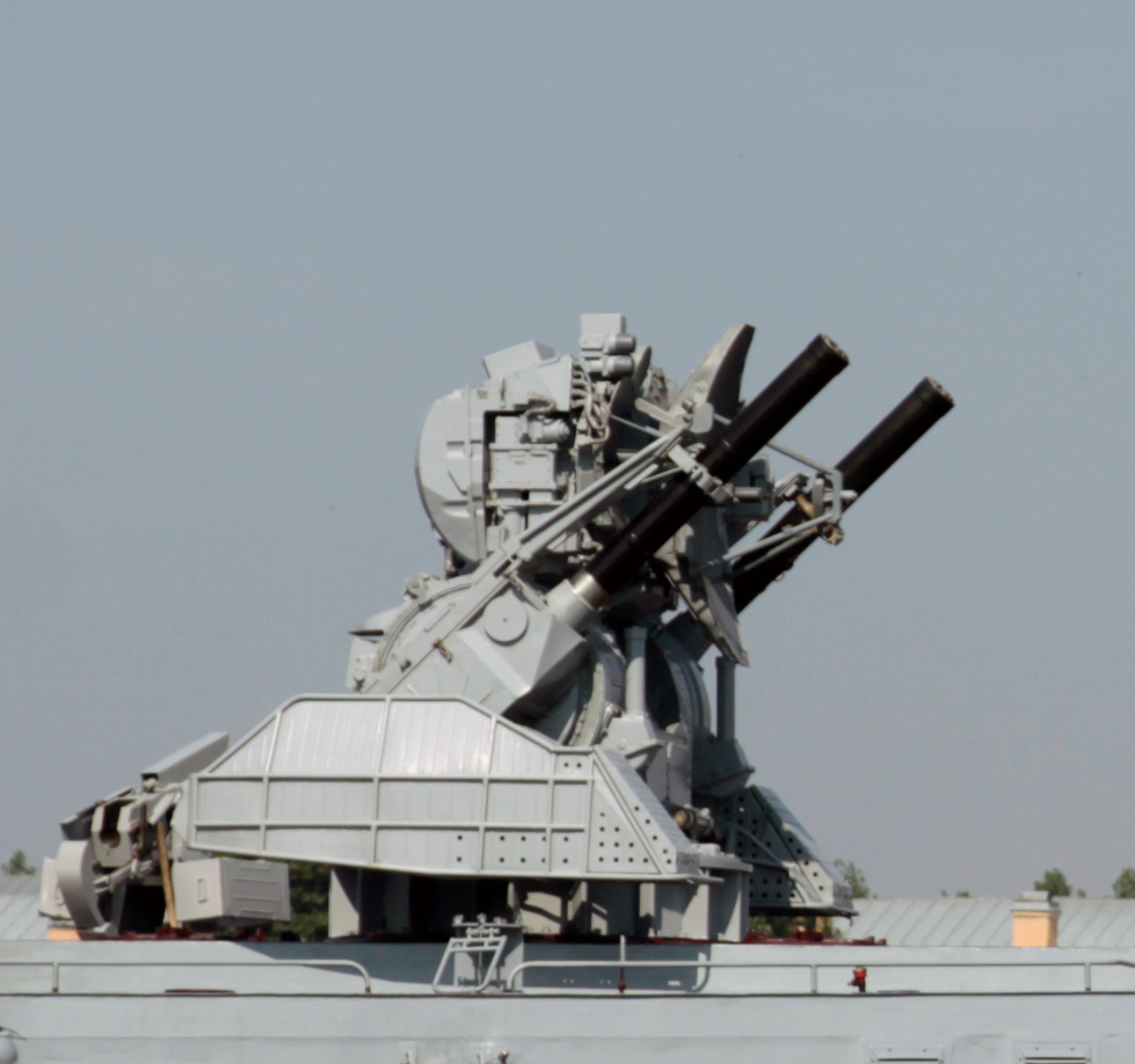
ЗРАК «Кортик-М»

Противовоздушная оборона головного корабля реализуется за счёт боевых возможностей зенитного ракетно-артиллерийского комплекса 3М87 «Кортик-М» (на баке).

### Артиллерия

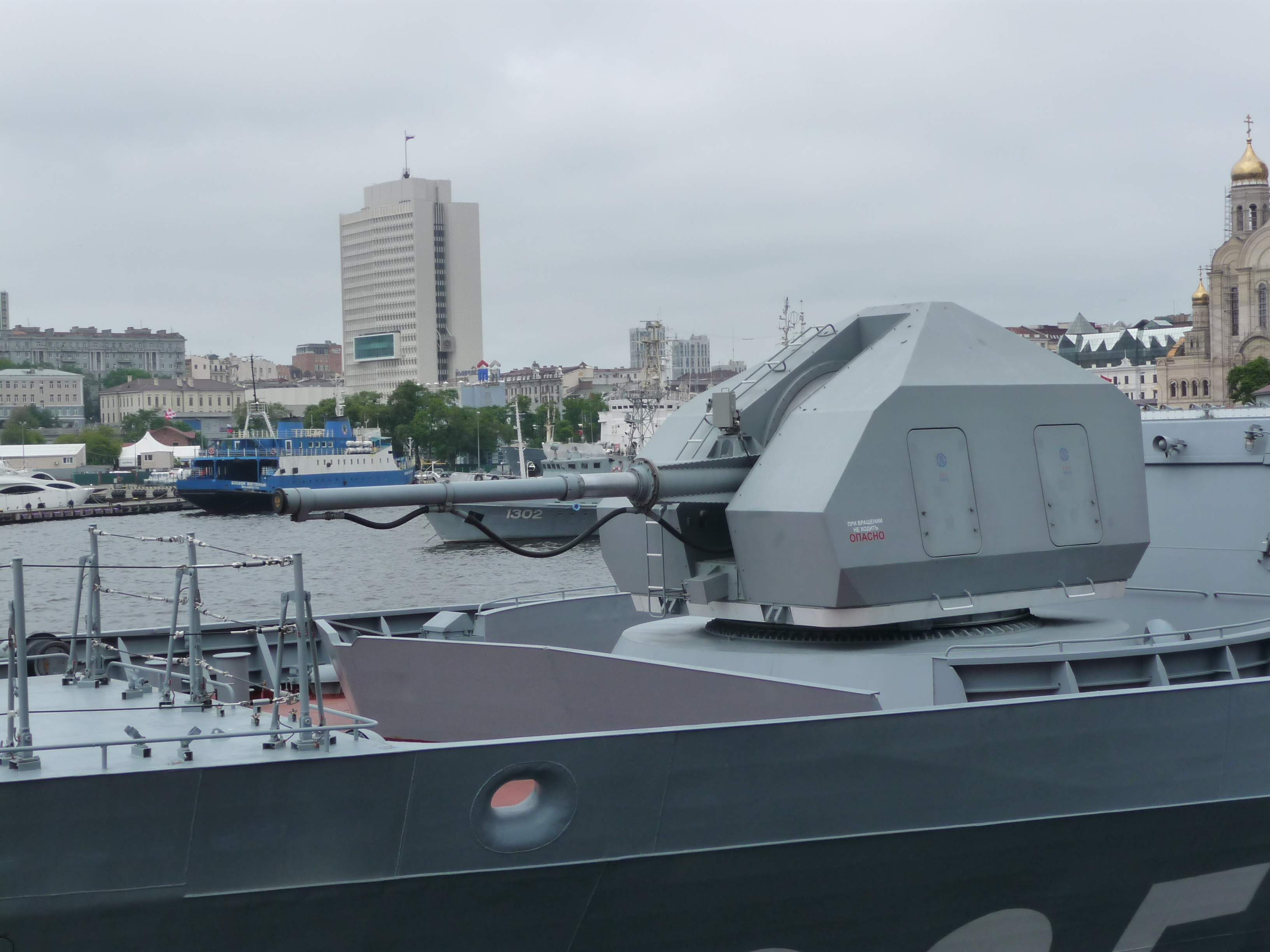
АУ А-190

Артиллерийское вооружение кораблей типа представлено универсальной 100-мм артустановкой А-190 «Универсал» с максимальной скорострельностью 80 выстрелов в минуту, дальностью стрельбы 21,3 км, досягаемостью по высоте — 15 км и боезапасом в 332 выстрела. Управление огнём корабельной артиллерии осуществляется с помощью системы управления артиллерийским огнём 5П-10-02 «Пума». Антенный пост системы размещён на носовой надстройке.
Две АУ АК-630М с одним шестиствольным вращающимся орудием АО-18 предназначенных для самообороны корабля на малой дальности (6000 снарядов калибра 30-мм).

### Противоторпедное, противолодочное и противодиверсантное вооружение
Система противоторпедной защиты корабля «Пакет-НК» состоит из двух четырёхтрубных 324-мм аппаратов, расположенных побортно в лацпортах. Торпеды, запускаемые из торпедных аппаратов, могут использоваться как непосредственно против идущих на корабль вражеских торпед, так и против подводных лодок. Для обнаружения и уничтожения подводных лодок на корвете предусмотрен вертолёт постоянного базирования Ка-27ПЛ.
В целях ближней самообороны от пиратов или подводных диверсантов на кораблях проекта 20380 установлены две тумбовые 14,5-мм пулемётные установки и два противодиверсионных гранатомёта ДП-64.

### Радиотехническое вооружение

РЛС «Фуркэ»

Радиотехническое вооружение корабля, кроме БИУС «Сигма», включает радиолокационную станцию (РЛС) общего обнаружения «Фуркэ-2»; РЛС целеуказания управляемых ракет «Монумент-А» в радиопрозрачном обтекателе, совмещённом с конструкцией фок-мачты; две навигационных РЛС, гидроакустический комплекс «Заря-2» с антенной в носовом бульбе, гидроакустическую станцию «Минотавр-М» с протяжённой буксируемой антенной, ОГАС «Анапа-М», автоматизированный комплекс связи «Рубероид», средства РЭБ и навигации. Для самозащиты от средств обнаружения противника и его противокорабельных ракет корабль оборудован четырьмя десятиствольными пусковыми установками ПК-10 комплекса выстреливаемых помех «Смелый» (две между вертолётной площадкой и ангаром и две позади АУ А-190).
Целям обеспечения радионавигации противолодочного вертолёта служат смонтированные на крыше вертолётного ангара антенные посты станции ОСПВ-20380.
Станция помех ТК-25
- диапазон 64- 2000 МГц
- обнаружение до 256 целей
- каталог станций РЛС −1000
- одновременная помеха до 4 РЛС
- снижение вероятности поражения корабля до 3 раз

### Многофункциональный радиолокационный комплекс «Заслон»
На корветах проекта 20385 и 20386, а так же начиная с седьмого корабля проекта 20380, взамен станциям «Фуркэ-2» и «Монумент-А» устанавливается многофункциональный радиолокационный комплекс «Заслон». Причиной замены прежних РЛС на «Заслон» стали, в первую очередь, их неспособность выдачи целеуказания зенитному ракетному комплексу при стрельбе на малые дистанции. МФ РЛК «Заслон» представляет собой совокупность различных модульных систем, интегрированных в башенно-мачтовую надстройку корабля. Предназначен для освещения надводной, воздушной и радиотехнической обстановки, постановки активных и пассивных помех, выдачи целеуказания ЗУР, а так же для управления огнём артиллерии.

### Авиация

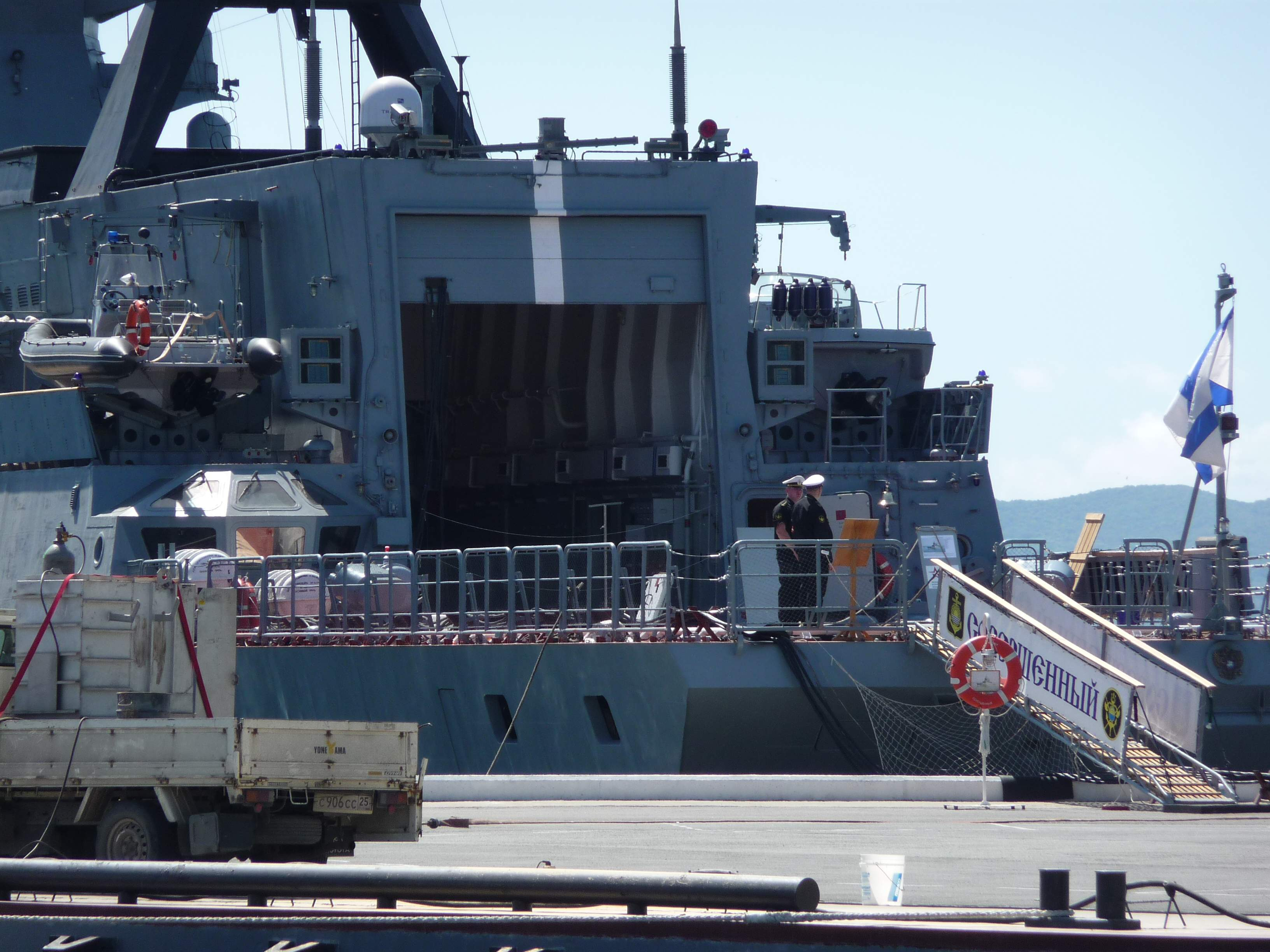
Ангар корвета «Совершенный». Владивосток, 2017 г.

В кормовой части корабля имеется ангар с взлётно-посадочной площадкой для противолодочного вертолёта Ка-27. Запас топлива для него составляет до 20 тонн.

### Модернизация
Начиная со второго корпуса в проект внесены отдельные изменения. ЗРАК «Кортик-М» заменён на новый ЗРК средней дальности с установками вертикального пуска. На кораблях проекта 20385 заменят противокорабельный комплекс «Уран» на универсальный корабельный стрельбовый комплекс 3С14, адаптированный под запуск ракет «Калибр», «Оникс» и «Циркон».
Начиная с девятого корпуса, на кораблях устанавливается новая фок-мачта, конструктивно схожая с устанавливаемой на кораблях проекта 20385. На поверхности такой конструкции будут располагаться три антенных полотна комплекса ЗРК.
В октябре 2021 года «Известия» сообщили о планах МО по модернизации кораблей проекта 20380. Начиная с 2023 года планируется произвести среднюю модернизацию всех кораблей проекта, вошедших в состав флота в 2008—2018 годах. Модернизация включает в себя, во-первых, установку многофункционального радиолокационного комплекса «Заслон», который заменит собой РЛС «Фуркэ-2» и РЛС целеуказания «Монумент-А»; во-вторых, установку ЗРК «Редут» вместо ЗРАК «Кортик-М» и УКСК 3С14 для ракет «Калибр»,«Оникс» вместо «Уран» на головном корабле «Стерегущий».

## Модификации
- 20380П — проект пограничного сторожевого корабля[40].
- 20382 — кроме проекта 20380, предназначенного для Военно-Морского Флота России, ФГУП ЦМКБ «Алмаз» параллельно разработало и его экспортный вариант, получивший проектный номер 20382 и шифр «Тигр»[41]. Основное отличие проекта от базового — наличие на нём упрощённого вооружения в экспортном исполнении, а также наличие возможностей замены систем вооружения на аналоги западного производства в зависимости от конкретных требований заказчика. В базовом составе вооружения предлагаются — ударный противокорабельный комплекс «Яхонт» или «Калибр», два зенитных ракетно-пушечных комплекса «Каштан-М» для противоракетной обороны, артиллерийское орудие А-190 калибра 100-мм, а также палубный вертолёт типа Ка-27.
- 20383 — проект пограничного сторожевого корабля[40].
- 20385[42][43] — модернизация 20380. Боекомплект ЗРК «Редут» увеличен с 12 до 16 ячеек. Заменён ракетный комплекс «Уран» с восемью ракетами Х-35 на восемь ячеек УКСК для ракет «Калибр»,«Оникс». Из-за этого увеличена длина на 2 метра до 106,3 метра, а полное водоизмещение до 2430 тонн[44][45].
- 20386 — проект корвета нового поколения на основе 20385[40], с винтом регулируемого шага, в котором будет реализован модульный принцип вооружения и возможность базирования БПЛА (предположительно «Горизонт»). Головной корабль заложен 28 октября 2016 года[46].

## Представители
Цвета таблиц:

 Белый — не достроен

 Зелёный  — в составе ВМФ России

### Корветы проекта 20380 типа «Стерегущий»
Корабли постройки ПАО "Судостроительный завод «Северная верфь»
| № | Название          | б/н | Зав. № | Закладка   | Спуск на воду | Передача заказчику | Место службы | Состояние                                                 | Примечания              |
| - | ----------------- | --- | ------ | ---------- | ------------- | ------------------ | ------------ | --------------------------------------------------------- | ----------------------- |
| 1 | «Стерегущий»      | 550 | 1001   | 21.12.2001 | 16.05.2006    | 28.02.2008         | БФ           | В ремонте и модернизации                                  | В составе 128-й БрНК БФ |
| 2 | «Сообразительный» | 531 | 1002   | 20.05.2003 | 31.03.2010    | 14.10.2011         | БФ           | В строю                                                   | В составе 128-й БрНК БФ |
| 3 | «Бойкий»          | 532 | 1003   | 27.05.2005 | 15.04.2011    | 16.05.2013         | БФ           | В строю                                                   | В составе 128-й БрНК БФ |
| 4 | «Стойкий»         | 545 | 1004   | 10.11.2006 | 30.05.2012    | 18.07.2014         | БФ           | В строю                                                   | В составе 128-й БрНК БФ |
| 5 | «Меркурий»        | 734 | 1007   | 20.02.2015 | 12.03.2020    | 13.05.2023         | ЧФ           | В строю                                                   | В составе 30-й ДиНК ЧФ  |
| 6 | «Строгий»         |     | 1008   | 20.02.2015 | 06.2019       | 12.2026            | ЧФ           | Достраивается на плаву, готовится к швартовным испытаниям | В составе 30-й ДиНК ЧФ  |

Корабли постройки ПАО «Амурский судостроительный завод»
| №  | Название                                      | б/н | Зав. № | Закладка   | Спуск на воду | Передача заказчику | Место службы | Состояние | Примечания              |
| -- | --------------------------------------------- | --- | ------ | ---------- | ------------- | ------------------ | ------------ | --------- | ----------------------- |
| 7  | «Совершенный»                                 | 333 | 2101   | 30.06.2006 | 22.05.2015    | 20.07.2017         | ТОФ          | В строю   | В составе 44-й БрПК ТОФ |
| 8  | «Громкий»                                     | 335 | 2102   | 20.04.2012 | 28.07.2017    | 25.12.2018         | ТОФ          | В строю   | В составе 44-й БрПК ТОФ |
| 9  | «Герой Российской Федерации Алдар Цыденжапов» | 339 | 2103   | 22.07.2015 | 21.10.2019    | 25.12.2020         | ТОФ          | В строю   | В составе 44-й БрПК ТОФ |
| 10 | «Резкий»                                      | 343 | 2104   | 01.07.2016 | 01.07.2021    | 14.09.2023         | ТОФ          | В строю   | В составе 44-й БрПК ТОФ |
| 11 | «Грозный»                                     |     | 2105   | 23.08.2021 | 2026          | 12.2027            | ТОФ          | Строится  | В составе 44-й БрПК ТОФ |
| 12 | «Бравый»                                      |     | 2106   | 29.09.2021 | 2027          | 12.2028            | ТОФ          | Строится  | В составе 44-й БрПК ТОФ |

### Корветы проекта 20385 типа «Гремящий»

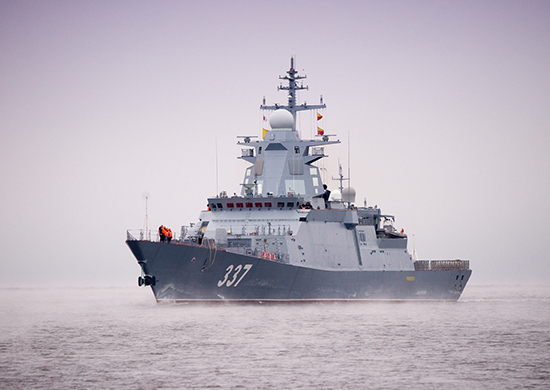
Корвет проекта 20385 «Гремящий»

Дальнейшим развитием проекта 20380 стали корабли проекта 20385. Основным отличием стала замена 2 × 4 — 8 ПКР «Уран» на 1 × 8 УКСК с возможностью применения всего семейства ракет «Калибр», «Оникс», «Циркон», а также ЗРК «Редут» на проекте 20380 — 12 ячеек для ракет, а на 20385 — 16 ячеек, из-за этого увеличена длина на 2 метра до 106,3 метра, а полное водоизмещение до 2430 тонн.
Многоцелевые корветы этого проекта предназначены для обнаружения и уничтожения подводных лодок и надводных кораблей противника, обеспечения высадки десанта, а также решения разнообразных задач в ближней морской зоне. На кораблях размещены артиллерийские, ракетные, противолодочные, гидроакустические и радиолокационные комплексы. Проектом предусмотрен ангар для вертолёта Ка-27. Благодаря оригинальной архитектуре и использованию композитных материалов в сочетании со специальными покрытиями, а также встроенным в корпус ракетным вооружением и антенными постами у корветов значительно снижена радиолокационная, акустическая и оптическая заметность.
Корабли постройки ПАО «Судостроительный завод «Северная верфь»
| № | Название    | б/н | Зав. № | Закладка   | Спуск на воду       | Передача заказчику | Место службы | Состояние                                                 | Примечания                 |
| - | ----------- | --- | ------ | ---------- | ------------------- | ------------------ | ------------ | --------------------------------------------------------- | -------------------------- |
| 1 | «Гремящий»  | 337 | 1005   | 01.02.2012 | 30.06.2017          | 29.12.2020         | ТОФ          | В строю                                                   | В составе 114-й БрКОВР ТОФ |
| 2 | «Проворный» | 341 | 1006   | 25.07.2013 | 09.2019/ 18.06.2024 | 12.2026            | ТОФ          | Достраивается на плаву, готовится к швартовным испытаниям | В составе 114-й БрКОВР ТОФ |

Корабли постройки ПАО «Амурский судостроительный завод»
| № | Название   | б/н | Зав. № | Закладка   | Спуск на воду | Передача заказчику | Место службы | Состояние | Примечания                 |
| - | ---------- | --- | ------ | ---------- | ------------- | ------------------ | ------------ | --------- | -------------------------- |
| 3 | «Буйный»   |     | 2107   | 23.08.2021 | 2026          | 12.2027            | ТОФ          | Строится  | В составе 114-й БрКОВР ТОФ |
| 4 | «Разумный» |     | 2108   | 12.06.2022 | 2027          | 12.2028            | ТОФ          | Строится  | В составе 114-й БрКОВР ТОФ |
| 5 | «Быстрый»  |     | 2109   | 01.07.2022 | 2027          | 12.2028            | ТОФ          | Строится  | В составе 114-й БрКОВР ТОФ |
| 6 | «Ретивый»  |     | 2110   | 09.06.2023 | 2028          | 12.2029            | ТОФ          | Строится  | В составе 114-й БрКОВР ТОФ |

### Корветы проекта 20386 типа «Дерзкий»

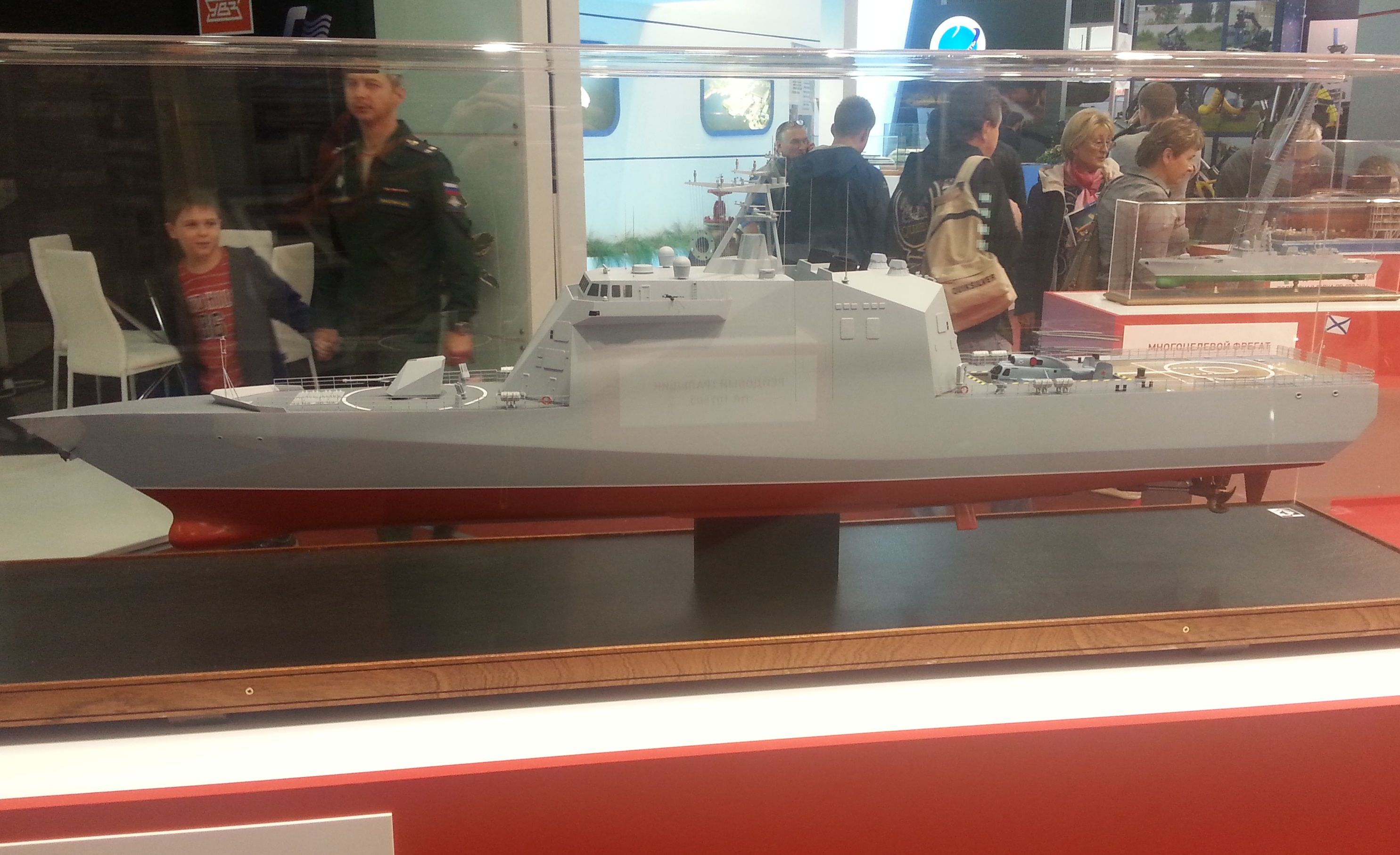
Модель корвета проекта 20386 типа «Дерзкий»

Благодаря инновационным технологиям корвет проекта 20386 станет принципиально новым кораблём отечественного флота. Назначение данных корветов — ведение боевых действий против морского противника в ближней и дальней морских зонах, защита морских коммуникаций и объектов морской экономической деятельности.
В частности, корабль проекта 20386 должен поражать боевые надводные корабли и суда крылатыми ракетами; вести поиск и уничтожать подводные лодки противника торпедами противолодочного комплекса «Пакет-НК»; обеспечивать боевую устойчивость кораблей и судов от ударов средств воздушного нападения противника зенитным ракетным комплексом; оказывать артиллерийскую поддержку высадки и действий морских десантов артиллерийской установкой.
Особенностями нового корвета по отношению к корветам 20380(20385) являются компромиссный состав вооружения (более сильное чем в 20380, но более слабое чем в 20385), а также принцип модульности, заключающийся в оснащении корабля временно устанавливаемым вооружением (возможны модули с буксируемой ГАС «Виньетка», «Калибр-НК» на 4 ракеты, модуль РЭБ и РТР и др.), что позволяет расширить круг решаемых задач.
Кроме того, 20386 отличают от предшественников интегрированные информационно-управляющие системы открытой архитектуры, новое радиоэлектронное вооружение, роботизированные комплексы; вертолёт планируется хранить в подпалубном ангаре.
Также особенностью проекта является уменьшенное число экипажа, увеличенная дальность плавания, высокая скорость полного хода на тихой воде и развитом волнении моря.
Водоизмещение корвета стандартное — 2500 тонн, полное — 3400 тонн; длина — 109 метров, ширина — 13 метров; скорость хода — полная 30 узлов; дальность плавания — 5000 миль, численность экипажа — 80 человек.
В проекте предусмотрен редукторный комплекс 6РП, который включает в себя два редуктора и межредукторную передачу объединенные на единой раме, вес комплекса составляет около 100 тонн. Он состоит из комбинированной газотурбинной установки с частичным электродвижением. В состав комплекса 6РП входят два  газотурбинных двигателя М90ФР ПАО «Сатурн» мощностью по 27 500 л.с. и два главных электродвигателя мощностью по 2200 л.с.
Надстройка будет выполнена из получаемых методом вакуумной инфузии композиционных материалов.
Новым станет и применение крупногабаритных, закрывающихся лацпортами вырезов в надводной части борта, позволяющих более полно реализовать технологию «Стелс», то есть сниженную по сравнению с предшественниками радиолокационную заметность.
Для размещения на корабле большого комплекса транспортировочных средств и судовых устройств, использованы компактные и мощные приводы, системы гидравлики, новые материалы и системы управления. Инновационные решения применены в электроэнергетической системе, системе жизнеобеспечения, экологической защиты и многих других.
23 апреля 2019 года была произведена стыковка блоков головного корвета проекта 20386, который был заложен на Северной верфи в октябре 2016 года под названием «Дерзкий» (переименован в «Меркурий»). Как заявил 10 июня 2021 года глава Объединённой судостроительной корпорации Алексей Рахманов, корвет «Меркурий» проекта 20386 может стать опытовым судном для отработки новых технологий или вообще не войти в боевой состав ВМФ России (поэтому этот корвет и был в октябре 2021 года переименован снова в «Дерзкий», а гордое и почётное историческое название «Меркурий» присвоено корвету уже отработанного в серии проекта 20380, который назывался «Ретивый»). Строительство корвета проекта 20386 в таком случае может затянуться до момента отработки всех новых технологий, которые будут в нём использованы. Окончательное решение судьбы корабля проекта 20386 будет зависеть от того «какое количество инноваций заказчик хотел бы на этом корвете иметь». В то же время 23 июня 2021 года заместитель генерального директора АО «Объединённая двигателестроительная корпорация» входящая в «Ростех» Виктор Поляков публично сообщил, что для нового проекта 20386 уже разработаны и практически произведены два новых газотурбинных двигателя, готовых к установке.
7 июля 2023 года СМИ сообщили, что дальнейшая закладка и постройка корветов проекта 20386 в существующем ныне облике не планируется. Программа их серийного строительства будет закрыта из-за высокого  коэффициента новизны и расчетной стоимости. Корвет «Дерзкий» будет достроен по переработанному проекту и войдет в боевой состав ВМФ России в принципиально новом и более сбалансированном облике. ПАО «Звезда» уже  испытала редукторный комплекс 6РП с газотурбинной установкой ПАО «Сатурн» для этого корвета.
Корабли постройки ПАО "Судостроительный завод «Северная верфь»
| № | Название  | б/н | Зав. № | Закладка   | Спуск на воду | Передача заказчику | Место службы | Состояние | Примечания                                                                            |
| - | --------- | --- | ------ | ---------- | ------------- | ------------------ | ------------ | --------- | ------------------------------------------------------------------------------------- |
| 1 | «Дерзкий» |     | 1009   | 28.10.2016 | 03.2021       | 12.2026            | СФ           | Строится  | В составе 43-й ДиРК СФ Достраивается по переработанному проекту, проект 20386 закрыт. |

## Оценка проекта
Имея относительно небольшое водоизмещение, корветы проектов 20380 и 20385 имеют мощное вооружение. Ближайшим аналогом проекта 20380, вероятно, следует считать китайский проект 054 и французский проект «Лафайет». Прямых аналогов у проекта 20385 нет, ввиду исключительной мощи его вооружений для кораблей такого размера. Фактически по боевым возможностям 20385 превосходит все существующие типы корветов, а также многие типы фрегатов, уступая, однако, последним в мореходности и автономности. Нехватка автономности, при этом обычно компенсируется сопровождением танкера, или заходом в дружественные порты для пополнения запасов. Таким образом, корветы 20380 регулярно служат на большом удалении от родных берегов, так балтийские корветы совершали походы в Красное и Аравийское моря, тихоокеанские регулярно выполняют задачи в центральной части Тихого океана, а также ходят из Японского в Берингово и Чукотское моря на севере, и в Восточно-китайское и Филиппинское моря на юге. Корвет проекта 20385 «Гремящий» совершил в 2021 году межфлотский переход с Балтийского моря в Японское, обогнув Евразию южным путём.
Несмотря на разницу в классах, корабли проекта 20380(20385) по составу выполняемых задач фактически заменили советские сторожевые корабли проекта 1135, уступая им в мореходности, но многократно превосходя в универсальности и в боевых возможностях.
Критика проекта 20380 в основном концентрируется вокруг его слабого противовоздушного (речь идёт исключительно о головном корабле 20380, у последующих ПВО сильнейшие в классе) и противоракетного вооружения, недостаточной скорости и дальности плавания, а также ненадёжности двигателей. Так отдельными авторами отмечалось, что один боевой модуль ЗРАК «Кортик» и два автомата АК-630М установленные на головном корабле серии не могут обеспечить эффективную защиту от современных средств воздушного нападения. Это во многом объяснялось задержками при разработке перспективного ЗРК «Редут». Также ранее отмечалось, что за недолгое время службы головного корабля проекта 20380 «Стерегущий» на нём дважды ломались оба среднеоборотных дизельных двигателя 16Д49 главной энергетической установки, что являлось признаком их недоработанности на тот момент.
Критика проекта 20386 в сравнении с 20380(20385):
- ударные возможности снижены по сравнению с 20385 (ПКР Х-35 вместо УКСК),
- высокий технический риск из-за большого количества неопробованных технических решений,
- необходимость выбирать между модулями, что снижает многофункциональность,
- увеличенный штат (для каждого модуля свой персонал),
- необходимость мест хранения модулей на берегу,
- часть военнослужащих постоянно должны находиться на берегу со своими модулями
- цена одного корвета проекта 20386 почти вдвое превышает цену корветов проекта 20380(20385), а также фрегатов проекта 11356Р и вплотную приближается к цене фрегатов проекта 22350, которому этот корвет значительно уступает по своим боевым возможностям.